# 海軍特殊戦センター
座標: 北緯32度40分20秒 西経117度10分01秒 / 北緯32.672340度 西経117.167034度
海軍特殊戦センター（かいぐんとくしゅせんセンター、Naval Special Warfare Center : NSWC）は、アメリカ海軍特殊戦コマンドに属する組織。
- カリフォルニア州コロナド海軍水陸両用戦基地（英語版）内に置かれている。
- Navy SEALs入隊の登竜門であるBUD/S（SEAL基礎水中破壊工作訓練課程）を運営している。
- センター長官は海軍大佐。